# Bianco-Weltkarte

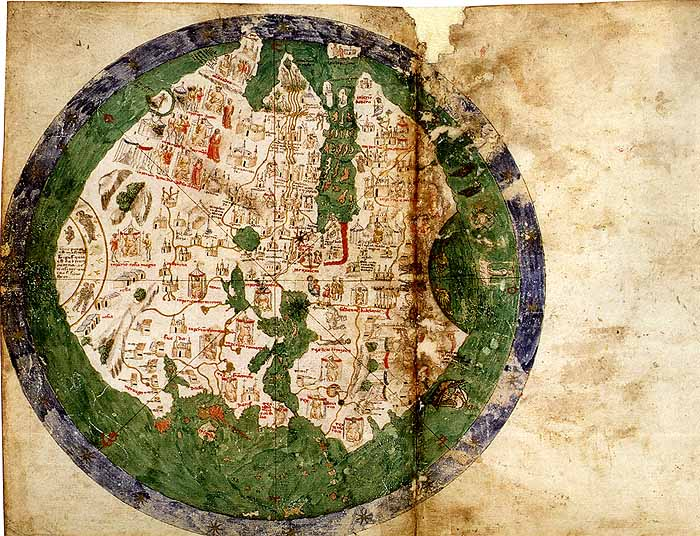
Die Bianco-Weltkarte aus dem Atlas von 1436

Die Bianco-Weltkarte ist eine Karte des venezianischen Seefahrers und Kartografen Andrea Bianco von 1436. Diese Karte ist Teil eines nautischen Atlasses, der zehn Pergamentblätter (jeweils 26 × 38 cm) umfasst. Diese Pergamentblätter befanden sich zuvor in einem Einband aus dem 18. Jahrhundert, doch der jetzige Besitzer, die venezianische Biblioteca Marciana, trennte die Seiten für eine Einzelausstellung heraus.
Um seine Urheberschaft an dem Atlas zu bestätigen, fügte Bianco auf der ersten Seite eine Signaturfahne mit dem Text „Andreas biancho de ueneciis me fecit M CCCC XXX VJ“ hinzu. Grob übersetzt heißt das: „Hergestellt von mir, Andreas Biancho aus Venedig, 1436“.
Andrea Bianco arbeitete auch mit Fra Mauro an dessen Weltkarte von 1459 zusammen.